# Right Place Right Time (canción)
«Right Place Right Time» —en español: «Lugar correcto, momento adecuado»— es una canción interpretada por el cantante y compositor británico Olly Murs, perteneciente a su tercer álbum de estudio del mismo título Right Place Right Time, de 2012. El cantante la compuso junto Claude Kelly y Steve Robson, además que este último también la produjo. La canción fue lanzada como cuarto sencillo del álbum el 23 de agosto de 2013 a través de un EP publicado en iTunes que incluye remezclas y versiones en vivo.
La canción alcanzó la posición número veintisiete en el UK Singles Chart y la sesenta y cuatro en el Irish Singles Chart, siendo así uno de los sencillos menos exitosos en la carrera de Murs. La falta de su éxito se debió tal vez a la escasa promoción recibida, ya que su videoclip es solo un repaso de la carrera del cantante, además que este la presentó poco.

## Composición
«Right Place Right Time» es una canción pop con una duración de tres minutos y doce segundos compuesta por Murs, Claude Kelly y Steve Robson, además producida por este última. De acuerdo con la partitura publicada por Faber Music en el sitio web Musicnotes, la canción está compuesta en la tonalidad de re menor. El registro vocal de Murs se mantiene en la nota do mayor.

## Vídeo musical
El videoclip de «Right Place Right Time» fue publicado en la cuenta de VEVO de Murs el 5 de agosto de 2013. Este contiene distintas escenas de la carrera musical del cantante. Entre estas, su viaje por el desierto de Kenia en ayuda a Comic Relief. Asimismo, se incluyen tomas de su partida para el Soccer Aid y su viaje por los Estados Unidos promocionando Right Place Right Time. También hay escenas de sus presentaciones en el Take the Crown Stadium Tour de Robbie Williams, con quien estuvo viajando varios meses.

## Formato y remezclas
- Descarga digital

| Right Place Right Time (Remixes) — EP |                                                             |          |  |
| N.º                                   | Título                                                      | Duración |  |
| 1.                                    | «Right Place Right Time»                                    | 3:12     |  |
| 2.                                    | «Right Place Right Time» (En vivo desde The O2)             | 4:15     |  |
| 3.                                    | «Right Place Right Time» (Max Sanna and Steve Pitron Remix) | 3:40     |  |
| 4.                                    | «Right Place Right Time» (Thomas Gandey Remix)              | 5:33     |  |
| 5.                                    | «Right Place Right Time» (Vídeo musical)                    | 3:13     |  |

## Posicionamiento
| Escocia     | Scottish Singles Chart | 22 |
| Irlanda     | Irish Singles Chart    | 74 |
| Reino Unido | UK Singles Chart       | 27 |